# Сендеро Луминосо
Коммунистическая партия Перу — Сияющий путь (исп. Partido Comunista del Perú — Sendero Luminoso), более известная как «Сияющий путь» или «Сендеро Луминосо» (исп. Sendero Luminoso) — перуанская маоистская организация, основанная в 1970 году Абимаэлем Гусманом и перешедшая к вооружённой партизанской борьбе 17 мая 1980 года. В Перу признана террористической организацией и объявлена вне закона. Любой участник этой организации в Перу подлежит уголовному преследованию.

## Концепция
В 1980 году, когда в Перу начал разгораться внутренний конфликт, «Сияющий путь» заявил, что его целью является замена буржуазной демократии на «новую демократию», а установление диктатуры пролетариата вызовет культурную революцию и, со временем, мировую революцию. «Сендеро Луминосо» не считает, что декларирующие ныне социализм страны являются социалистическими и строят коммунистическое общество, — они, по мнению идеологов этой политсилы, являются ревизионистскими и государственно-капиталистическими, и лишь маоистские организации, такие как «Сияющий путь» — авангард мирового коммунистического движения.
Идеология и тактика «Сияющего пути» повлияла на другие маоистские повстанческие организации, в особенности на КПН(м) и на другие организации, присоединившиеся к Международному революционному движению. Именно Абимаэль Гусман, основатель партии, ввёл в употребление сторонниками Мао Цзэдуна термин «маоизм».
«Сендеро Луминосо» в Перу считается террористической организацией за его жестокие действия против правительства, включая насилие над крестьянами (преимущественно из слоя фермеров, кулачества), руководителями легальных и «оппортунистических» профсоюзов и зажиточного гражданского населения. Также группа находится в списке иностранных террористических организаций Государственного департамента США, Европейского союза и Канады.
После ареста и последовавшего заключения лидера «Сияющего пути» Абимаэля Гусмана в 1992 году, организация проявляет лишь спорадическую активность. Некоторые фракции «Сияющего пути» заявляют о возможности достижении компромисса с правительственными силами только в случае амнистии для содержащихся в тюрьмах товарищей. В 2008 году Сияющий путь вновь заявил о готовности вести бескомпромиссную борьбу с правительством. В последние годы (на момент 2021), организация претерпела оживление.

## Наименование организации
Общее имя «Сияющий путь», отличающее группу от других перуанских коммунистических партий со сходными названиями, происходит из лозунга основателя первичной Перуанской коммунистической партии в 1920-х Хосе Карлоса Мариатеги: «Марксизм-ленинизм открывает сияющий путь в революцию». Этот лозунг был размещён в заголовке газеты фронтовой группы «Сияющего пути». Перуанские коммунистические группы часто отличаются друг от друга названиями своих публикаций. Последователи группы обычно называются сендеристами (исп. senderistas). Все документы, периодические издания и другие материалы, выпускаемые организацией, подписаны именем Коммунистической партии Перу (PCP). Учёные часто ссылаются на них, как PCP-SL.

## Происхождение
«Сияющий путь» был основан в конце 1960-х бывшим университетским преподавателем Абимаэлем Гусманом (называемым своими последователями Председатель Гонсало) согласно своей боевой маоистской доктрине. Организация стала ответвлением Перуанской коммунистической партии «Красное знамя», которая в свою очередь отпочковалась от первоначальной Перуанской коммунистической партии, основанной Хосе Карлосом Мариатеги в 1928.
Первоначально был основан плацдарм в Университете Хуаманга (Аякучо), где Гусман преподавал философию. Университет был недавно открыт после полувекового закрытия, и множество новообразованных студентов приняли радикальную философию «Сияющего пути». Между 1973 и 1975 годами «Сияющий путь» захватил контроль над студенческими советами университетов Хуанкайо и Ла Кантута и довольно значительно присутствовал в национальном университете инженеров в Лиме и в Национальном университете Сан-Маркос, старейшего университета Америки. Некоторое время спустя члены организации проиграли на многих студенческих выборах, включая университет Хуаманги. Они решили покинуть университеты и консолидироваться.
Начиная с 17 марта 1980 года «Сияющий путь» провёл серию тайных собраний в Аякучо, известных как второй центральный пленарный комитет. Организация сформировала «революционный директорат», по сути военно-политический комитет, и отправила свои вооружённые формирования в стратегические районы провинций для начала «народной войны». Также группа основала свою «первую военную школу», где боевики учились военной тактике и применению оружия. Они также занимались «критикой и самокритикой» — маоистской практикой по искоренению вредных привычек и повторения ошибок. Во время учёбы в «первой военной школе» члены организации подвергались кампаниям критики и самокритики, тогда как Гусман стал в данной школе несомненным лидером «Сияющего пути».

## Деятельность организации

### Партизанская борьба

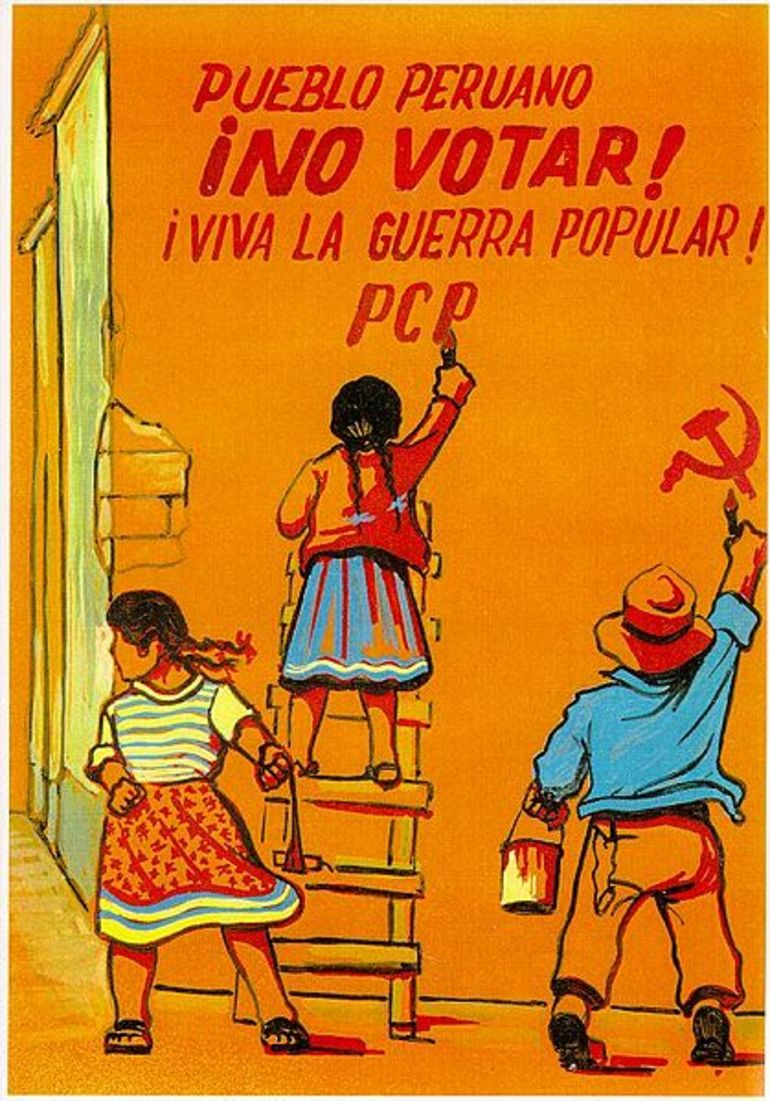
Плакат «Сияющего пути», призывающий к бойкоту выборов.

Когда в 1980 году военное правительство Перу разрешило проведение выборов на двенадцатилетний срок, «Сияющий путь» был единственной из политических групп левой ориентации, отвергшей участие в выборах и давшей ход партизанской войне в высокогорьях района Аякучо. 17 мая 1980 года, в канун президентских выборов, они сожгли ящики для бюллетеней в городе Чусчи (Аякучо). Это была первая военная акция «Сияющего пути». Однако виновников быстро поймали, дополнительные ящики были доставлены в Чусчи, выборы прошли без дальнейших инцидентов. Перуанская пресса уделила инциденту очень небольшое внимание.

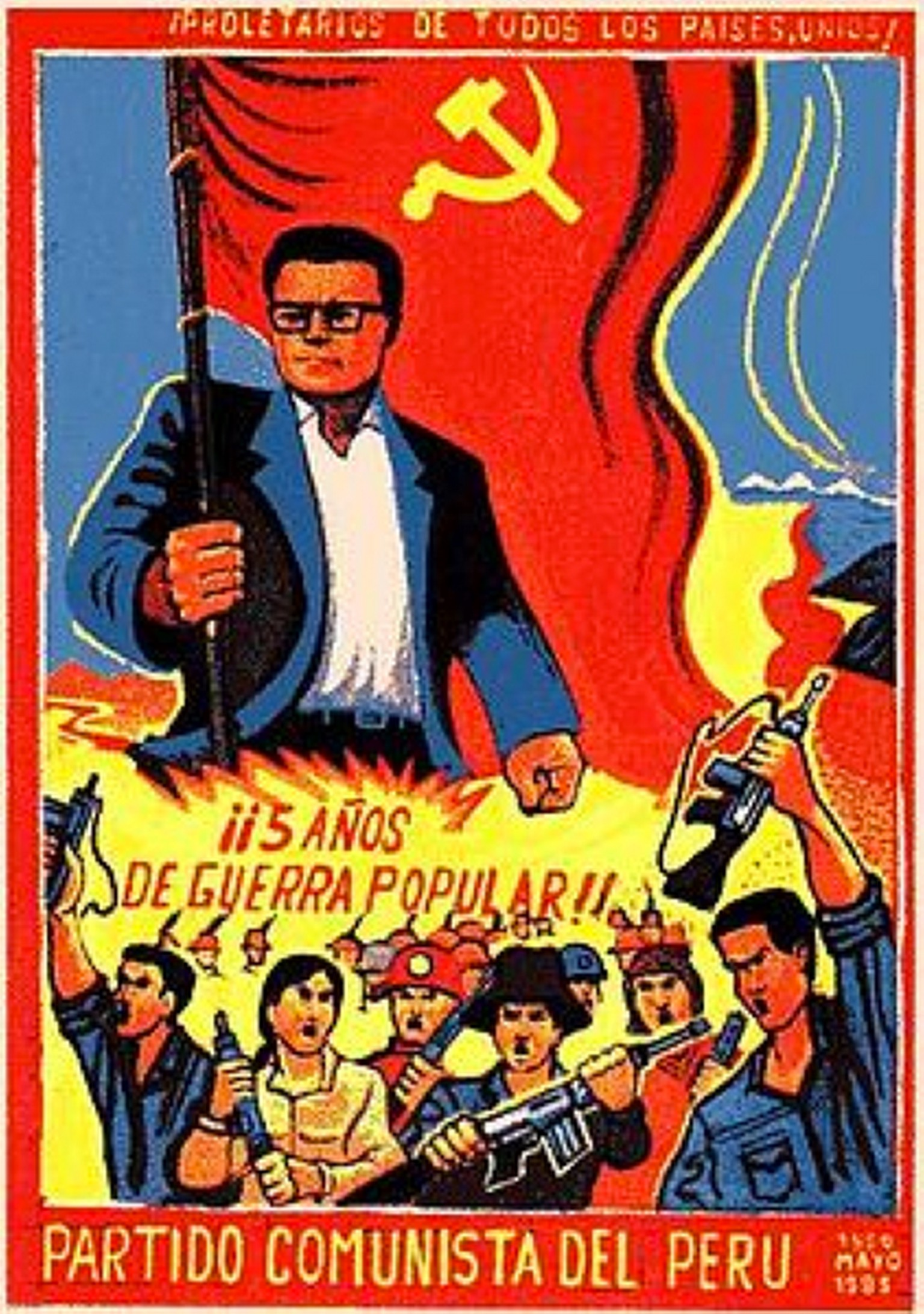
Плакат с изображением Абимаэля Гусмана.

В 1980-е «Сияющий путь» прогрессировал, всё больше территории попадало под его контроль, число вооружённых членов росло, особенно в районе Анд. Они получали поддержку от местных неимущих и малоимущих крестьян, заполняя политическую пустоту, оставленную центральным правительством, устанавливая самоуправление. Они убивали управляющих фермерских коллективов, находящихся под контролем государства, и торговцев, непопулярных среди малоимущих деревенских жителей. Подобные акции вызывали симпатию к «Сияющему пути» со стороны крестьян многих перуанских деревень, особенно в нищих и запущенных районах Аякучо, Апуримака и Хуанкавелики. Временами гражданское население небольших отсталых городов принимало участие в подобных самосудах, особенно когда жертвы этих самосудов вызывали повсеместную неприязнь. Но не всё крестьянство разделяло маоистскую идеологию членов «Сияющего пути».
Свою роль сыграло и первоначально мягкое отношение правительства к мятежникам. Больше года правительство отказывалось объявить чрезвычайное положение в районе, где «Сияющий путь» проводил свои акции. Министр внутренних дел Хосе Мария да ла Жара полагал, что группа может быть легко разгромлена действиями полиции. Вдобавок вернувшийся к власти в 1980 президент Фернандо Белаунде Терри неохотно наделял полномочиями вооружённые силы ввиду того, что его первое правительство утратило власть из-за военного переворота. В результате у крестьян создалось впечатление, что президент безразличен к активности «Сияющего пути» и что правительство бессильно или испытывает недостаток внимания к районам активности «Сияющего пути». Тем не менее стало очевидно, что «Сияющий путь» представляет ясную угрозу для государства и власти начали предпринимать меры против разрастающегося мятежа. 29 декабря 1981 года правительство объявило «зоной чрезвычайного положения» три горных района Анд близ Аякучо, Апуримака и Хуанкавелики, а также дало военным полномочия задерживать любых подозрительных субъектов. Военные использовали данные полномочия чрезвычайно грубо, арестовав многих невиновных людей, иногда подвергая арестованных пыткам и половому насилию. Полиция, военные и члены народной партизанской армии (Ejército Guerrillero Popular или EGP) устроили несколько избиений во время конфликта. Военные надевали чёрные маски, согласно приказу, для невозможности своей идентификации и, следовательно, своей безопасности и безопасности своих семей. Такие маски не давали возможности идентифицировать военных, совершавших преступления. Полиции и армии были развязаны руки для осуществления террора. Если сперва жители шли к сендеристам из-за халатности государственной власти и иллюзии лёгкого завоевания себе заслуженных прав и власти, то с течением времени из-за таких мер осуществление вооружённой борьбы под знаменем «Сияющего Пути» стало единственным средством выживания малоимущих.

### Столкновения с Rondas
В некоторых районах страны зажиточные крестьяне на волне правительственной реакции стали организовывать антимаоистские патрули, называемые «рондас». В них входили и иные слои крестьянского населения. Они были слабо вооружены и экипированы тем, что предоставили военные. Тем не менее «рондас» атаковали боевиков «Сияющего пути». Первая документированная атака произошла в январе 1983 года близ Хуаты, когда рондерос уничтожили 13 маоистов. В феврале зажиточные фермеры района Саксамарка закололи местных командиров «Сияющего пути». В марте 1983 рондерос зверски убили Олегарио Куритомея, одного из командиров города Луканамарки. Они схватили его в городском сквере, забили его камнями, закололи, бросили его в огонь и в конце пристрелили. В отместку «Сияющий путь» в апреле вошёл в провинцию Хуанказанкос и города Янаколпа, Атакара, Ллакчуа, Майлакрус и Луканамарка и убил 69 человек в так называемой луканамаркской резне. Это было первое массовое убийство сельского населения, совершённое «Сияющим путём». Последовали и другие инциденты — например, такие, как в Хауильо, район Тамба, провинция Ла Мар. В этой общине «Сияющий путь» вырезал 47 зажиточных крестьян и членов их семей, включая 14 детей в возрасте от четырёх до пятнадцати лет. Также произошла резня 29 августа 1985 в Маркасе. Сами члены организации оспаривают причастность к некоторым из этих инцидентов, утверждая, что расправы совершали отдельные маргинальные элементы, пробравшиеся в ряды организации, а также правительственные отряды, «свалившие вину» на сендеристов.

### Теракты в столице
Нападения Сияющего пути не ограничивались пределами сельской местности. Организация совершила атаки, направленные против инфраструктуры Лимы, убив при этом людей. В 1983 году они взорвали несколько вышек линии электропередач (ЛЭП), отключив таким образом электричество в городе, и подожгли завод «Байер», славившийся жестоким и несправедливым отношением к рабочим, полностью его уничтожив. В том же году они подложили мощную бомбу в офис правящей партии «народного действия». Расширяя свою активность в Лиме, сендеристы опять взорвали вышки ЛЭП, погасив свет в городе, и взорвали несколько автомобильных бомб у дворца правительства и дворца юстиции. Полагают, что организация также ответственна за взрывы на ярмарке во время того, как президент Фернандо Белаунде Терри принимал аргентинского президента Рауля Альфонсина. 16 июля 1992, во время одной из своих последних атак в Лиме, группа заложила мощную бомбу на улице Тарама, района Мирафлорес, убив 25 человек и ранив 155.

### Политические убийства
В этот период «Сияющий путь» также совершил ряд политических убийств видных лидеров других левых групп, политических партий, профсоюзов и крестьянских организаций, которые принадлежали к социал-демократам, демократическим социалистам и антимаоистски настроенным марксистам. 24 апреля 1984 года во время президентских выборов они совершили покушение на председателя перуанской национальной избирательной комиссии Доминго Гарсиа Рада. В результате покушения Рада был тяжело ранен, его водитель получил смертельное ранение. В 1988 был убит гражданин США Константин Грегори, работавший в американском Агентстве международного развития и причастный к выделению Соединёнными Штатами средств на вооружение правительством отрядов «рондас». 4 декабря того же года были убиты двое французских подсобных рабочих. В августе 1991 года сендеристы убили одного итальянского и двух польских священников в департаменте Анкаш. В феврале 1992 года они убили Марию-Елену Мойяно, известного организатора общины в Вилла эль Сальвадор — обширном трущобном районе Лимы.
В 1991 году «Сияющий путь» захватил контроль над многими сельскими районами центральной и южной частей Перу и имел сильное присутствие в предместьях Лимы. С ростом мощи организации рос и культ личности Гусмана. Официальная идеология «Сияющего пути» вместо «марксизма-ленинизма-маоизма» стала называться «марксизм-ленинизм-маоизм и идеи Гонсало». «Сияющий путь» также вступил в вооружённый конфликт с такими организациями перуанского вооружённого подполья, как МРТА и с деревенскими «организациями самообороны», которые организовали перуанские вооружённые силы из бывших «рондас».

### Критика прав человека
«Сияющий путь» применяет насилие по отношению к своим классовым и политическим врагам, апеллируя прежде всего к теории классовой борьбы. Сама идея прав человека критикуется организацией и отвергается, как буржуазная, обеспечивающая права богачей и их неприкосновенность при фактическом бесправии и чудовищной эксплуатации трудящегося большинства населения. При этом «Сияющий путь» подчёркивает, что сам апеллирует к правам личности, часто нарушающимися самими либеральными политиками.

Мы начинаем с отрицания всеобщей декларации прав человека или американской конвенции по правам человека, но мы использовали их правовой девиз для разоблачения и осуждения старого перуанского государства… Для нас права человека противоречат правам народа, так как мы полагаем права социальным продуктом общества, нет абстрактного человека с врождёнными правами. «Права человека» существуют исключительно для богачей, социального слоя, бывшего краеугольным камнем феодализма, подобно тому, как буржуазия в прошлом выдвигала понятия свободы, равенства и братства. Но сегодня с появлением пролетариата, как организованного коммунистической партией класса, с опытом триумфальных революций с построением социализма, новой демократии и диктатуры пролетариата доказано, что права человека служат угнетающему классу и эксплуататорам, которые основали государства буржуазии и землевладельцев …Наша позиция кристально ясна. Мы отвергаем и осуждаем права человека, потому что они буржуазные, реакционные, контрреволюционные права и сейчас они являются оружием ревизионистов и империалистов, главным образом империалистов-янки.

Коммунистическая партия Перу, «Над двумя холмами.»
Эта риторика перуанских коммунистов перекликается с критикой Иосифа Сталина либеральной буржуазии, «растоптавшей принцип равенства и людей и наций» на деле, а также действиями ленинского большевистского правительства, взамен прав личности или прав человека в ходе своей революции утвердившего Декларацию прав трудящегося и эксплуатируемого населения.

## Поддержка населения
Когда «Сияющий путь» быстро захватил контроль над обширными областями Перу, он столкнулся с серьёзными проблемами. Маоизм «Сияющего пути» никогда не был популярен и не имел поддержки большинства перуанцев. В соответствии с мнением избирателей, в 1991 г. всеобщее разочарование в „Сияющем пути“ охватило 83 % населения, 7 % не разделяли это мнение, а 10 % не смогли ответить на вопрос. Среди беднейших слоёв 58 % не одобряли «Сияющий путь», 11 % высказали своё положительное мнение о сендеристах, и 31 % жителей не ответили на вопрос». Согласно официальному сентябрьскому опросу 1991, 21 % жителей Лимы полагали, что сторонники «Сияющего пути» никогда не убивали и не пытали невинных людей. По результатам того же опроса 15 % населения полагали, что общество стало бы более справедливым в случае прихода к власти «Сияющего пути», а 22 % людей считали, что общество было бы одинаково справедливым что под властью «Сияющего пути», что под властью правительства.
Множество крестьян были несчастливы, проживая под управлением «Сияющего пути» ввиду неуважения его властей к местной культуре и организациям, из-за жестокости их «народных судов», приговаривающих к перерезанию горла, удушению, побитию камнями и сожжению. Наказывая и даже убивая скотокрадов, что было популярным в некоторых частях Перу, «Сияющий путь» также убивал крестьян и народных лидеров за незначительные проступки. Крестьяне также нарушали предписания повстанцев о сжигании тел жертв «Сияющего пути».
Организация стала терять свою популярность из-за своей политики закрытия мелких и сельских магазинов согласно приказу искоренять малые формы капитализма и морить Лиму голодом, (согласно методу Мао Цзэдуна „окружения городов деревней“). «Сияющий путь», будучи маоистской организацией, крайне негативно относился к любым формам капитализма и следовал изречению Мао, что партизанская война начнётся в деревенской местности, окружит города и добьётся победоносного восстания в них. Крестьяне, существование которых зависело от торговли на рынках, отвергали подобные рассуждения. В некоторых районах Перу «Сияющий путь» начал непопулярные кампании, такие, как запрещение вечеринок и потребления алкоголя.

## Ответные действия правительства

Области активности Сияющего пути в Перу

Но главный удар по «Сияющему пути» нанесло не крестьянство, готовое до поры до времени мириться с революционной политикой из-за земельной реформы и заверенной сендеристами временности предпринимаемых мер, а правительство. В 1991 Президент Альберто Фухимори издал закон, дававший легальный статус для rondas, с этого времени они официально назывались Comités de auto defensa („комитеты самообороны“). Они законно вооружились (в основном дробовиками 12-го калибра) и тренировались перуанской армией. В соответствии с правительственными источниками в 2005 было 7226 комитетов самообороны, почти 4 тысячи из них располагались в центральном районе Перу — оплоте «Сияющего пути». Перуанское правительство направило для борьбы с повстанцами военных в районы преобладания «Сияющего пути», особенно в Аякучо, который был объявлен чрезвычайной зоной, действие конституционных прав в районе было приостановлено.
Первоначально усилия правительства в борьбе с «Сияющим путём» не выглядели эффективными и многообещающими, но скоро ситуация изменилась. Военные части при подавлении мятежа грубо нарушали права человека - использовали чрезмерную силу, убивали многих невиновных людей, совершали жестокости, что заставило многих людей смотреть на «Сияющий путь» как на меньшее зло. Правительство террористическими расправами и военной силой подавили как сендеристов, так и всех, кто начал им симпатизировать. Правительственные войска уничтожали деревни и убивали крестьян, подозреваемых в поддержке «Сияющего пути», организовывали концентрационные лагеря. Вдобавок правительство широко использовало службы разведки в борьбе с «Сияющим путём». Группа Колина службы национальной разведки устроила резню в Ла Кантута и в Барриос Алтос. В 1992 Фухимори начал принудительную стерилизацию 270 тысяч женщин из бедного населения, преимущественно в районах, где ранее власть была в руках Сияющего Пути.
После падения правительства Фухимори временный президент Валентин Паниагуа основал «комиссию по правде и примирению» для расследования конфликта. Комиссия составила в 2003 «конечный доклад», по оценке которого с 1980 по 2000 год 69280 человек было убито или пропало без вести в результате военного конфликта. Причиной около 54 % всех смертей была названа деятельность «Сияющего пути». Статистический анализ наличных данных, проведённый комиссией, установил, что «Сияющий путь» ответственен за смерти и исчезновения 31331 людей, 46 % смертей и исчезновений. В соответствии с выводом доклада организации наблюдения за правами человека, «Сияющий путь» несёт ответственность за половину убийств, и по грубым подсчётам, одна треть погибла от рук правительственных сил". Комиссия приписала несколько других убийств мелким партизанским группам и местным ополченцам. Оставшиеся жертвы никому не приписали.MRTA ответственна за 1,5 % смертей.

## Арест Абимаэля Гусмана и коллапс организации

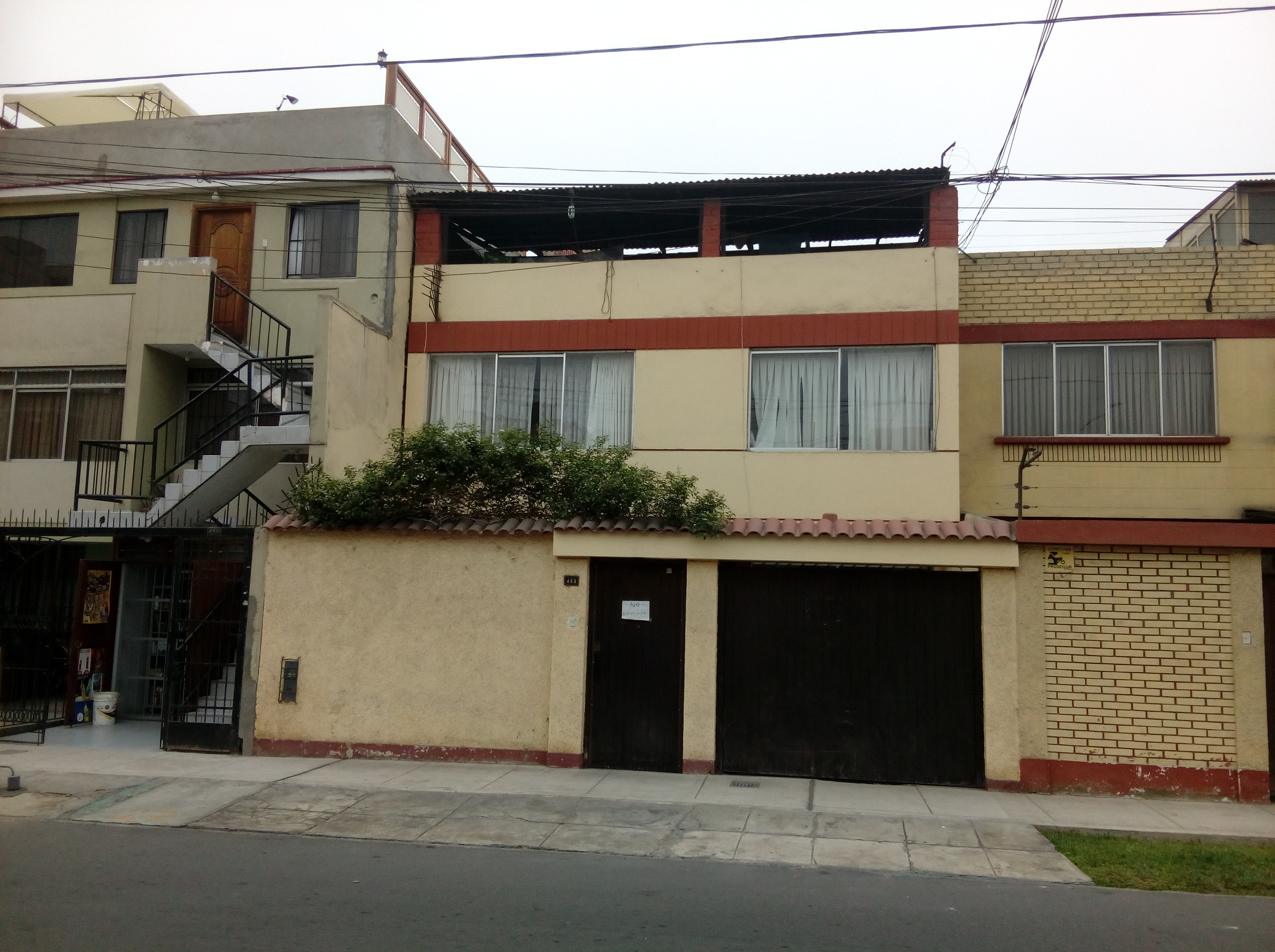
Дом, в котором был задержан Гусман

12 сентября 1992 года группа специальной разведки (GEIN) перуанской полиции захватила Гусмана и нескольких лидеров «Сияющего пути» в апартаментах над танцевальной студией в районе Сургильо (Лима). Полиция наблюдала за апартаментами, поскольку их посещали ряд подозреваемых боевиков «Сияющего пути». При изучении выброшенного из апартаментов мусора полицейские обнаружили несколько пустых тюбиков кожного крема, использующегося при лечении псориаза, от которого страдал Гусман. Вскоре после его поимки большинство оставшегося руководства организации также попало в руки властей. В то же время «Сияющий путь» понёс несколько тяжёлых военных поражений от организаций деревенской самообороны крестьян — предположительно его социальной базы. Когда Гусман призвал к мирным переговорам, от организации откололись несколько групп, также призывавших к переговорам. Роль Гусмана как лидера «Сияющего пути» перешла к Оскару Рамиресу, который в 1999 г. был также захвачен властями Перу. После поимки Рамиреса группа окончательно раскололась, партизанская активность ослабела и области страны, где «Сияющий путь» был активен, вернулись к своему первоначальному состоянию.

## XXI век: всплеск и крушение
Хотя в 2003 г. число членов организации уменьшилось, фракция боевиков Сияющего пути, именуемая Proseguir (Вперёд), продолжает быть активной. Полагается, что фракция состоит из трёх рот, известных, как «Север» (Pangoa), «Центр» (Pucuta) и «Юг» (Vizcatan). Правительство заявляет, что фракция Proseguir действует в союзе с наркотрафиком, но это неподтверждённая информация.
21 марта 2002 г. перед зданием американского посольства в Лиме взорвалась бомба в автомобиле. Это произошло перед визитом в страну президента США Джорджа В. Буша-младшего. 9 человек было убито, 30 ранено. В теракте обвинили «Сияющий путь».
9 июня 2003 г. группа боевиков «Сияющего пути» атаковала лагерь в Аякучо, взяв в заложники 68 служащих аргентинской компании «Techint» и 3 полицейских-охранников. Они работали в рамках проекта «Camisea gas pipeline», проводя природный газ из Куско в Лиму. По данным источников министерства внутренних дел Перу, террористы потребовали значительного выкупа за освобождение заложников. Через два дня после прибытия мобильных военных сил, согласно правительственным источникам, террористы покинули заложников без выплаты выкупа. Однако ходили слухи, что повстанцам было выплачено 200 тысяч долл. США.
Правительственные силы достигли нового успеха, захватив трёх ведущих членов «Сияющего пути». В апреле 2000 г. после боестолкновения, в ходе которого были убиты 4 боевика и ранен полицейский, был захвачен командир Хосе Арсела Чироке, называемый «Орменьо», вместе с другим лидером — Флорентино Серрон Кардозо, называемым «Кирильо» или «Далтон». Официальные источники заявили, что он принимал участие в похищении рабочих газопровода фирмы «Techint». Он также устроил засаду на армейский вертолёт в 1999 г., в результате чего погибло 5 солдат.
В 2003 г. Национальная перуанская полиция разгромила несколько тренировочных лагерей «Сияющего пути» и захватила многих членов организации и руководителей. Также была освобождена сотня индейцев, которых фактически держали в рабстве. В конце октября 2003 г. в Перу произошло 96 терактов. 89 человек было убито, но погибли и 6 членов «Сияющего пути», а 209 членов организации было захвачено.
В январе 2004 г. человек, известный как «товарищ Артемио» (Флориндо Флорес) и называющий себя одним из лидеров «Сияющего пути», заявил в интервью СМИ, что группа возобновит нападения, если перуанское правительство не амнистирует других руководителей «Сияющего пути» в течение 60 дней. Фернандо Роспильоси, министр внутренних дел Перу, заявил, что правительство отреагирует быстро и решительно на любые нападения. В сентябре того же года всеобъемлющий полицейский надзор в пяти городах выявил 17 подозреваемых. По данным МВД, восемь арестованных были школьными учителями и администраторами высших школ.
Несмотря на все эти аресты, «Сияющий путь» продолжает существовать в Перу. 20 декабря 2005 года «Сияющий путь» устроил засаду на полицейский патруль в районе Гуануко, убив восьмерых. Днём позднее они ранили двух полицейских. В ответ президент Алехандро Толедо объявил чрезвычайное положение в Гуануко и дал полномочия полиции обыскивать дома арестовывать подозреваемых без ордеров. 19 февраля 2006 года перуанская полиция уничтожила Гектора Апонте, предполагаемого командира, ответственного за засаду. В декабре 2006 г. перуанские войска были посланы против возобновившей активность герильи. По словам высокопоставленных правительственных чиновников, силы «Сияющего пути» составляли 300 человек. В ноябре 2007 г. полиция заявила об убийстве заместителя Артемио, известного как JL.
В сентябре 2008 г . правительственные войска заявили об уничтожении пяти повстанцев в районе Вискатан. Заявление впоследствии было опровергнуто перуанской группой по защите прав человека (APRODEH), которая полагала, что убитые были местными фермерами, а не повстанцами. В этот же месяц Артемио дал своё первое записанное интервью с 2006 г. Он постановил, что «Сияющий путь» продолжит бороться, несмотря на давление военных. В октябре 2008 г. в районе Вискатан произошёл бой, в котором погибли 5 повстанцев и один солдат. Днём позже в провинции Хуанкавелика партизаны вступили в бой с военным конвоем, перевозившим оружие и взрывчатку, демонстрируя свою способность сражаться и наносить потери военным силам. Бой закончился гибелью 12 солдат и двух или семи гражданских. В ноябре 2008 г. в результате засады, устроенной повстанцами, вооружёнными автоматами и ручными гранатами, погибло четверо полицейских. В марте 2009 г. боливийские газеты сообщили со ссылкой на высокопоставленных чиновников полиции этой страны, что вооружённые люди, связанные с некоторыми формированиями «Сияющего пути», осуществили ограбления банков в Боливии с целью заполучения средств для реорганизации этой террористической группы.
Начальник национальной полиции Перу Мигель Идальго (исп. Miguel Hidalgo) в интервью газете «El Peruano» отметил, что пойманный террорист Эдгар Никанор Мехиа Асенсиос (исп. Edgar Nicanor Mejía Asencios) имел отношение к терактам по хронологии событий планомерным: террористический акт, в результате которого 20 декабря 2005 г. погибли 8 полицейских и террористическая атака унёсшая 14 июня 2007 г. жизни двух полицейских и прокурора города Токаче; а также 27 апреля 2010 года в районе Корвины террорист бросил бомбу, в результате погиб один рабочий и один полицейский был ранен. Асенсиос имел отношение к похищениям людей и убийству 40 мирных жителей.
12 февраля 2012 г. правительственными силами был захвачен Флориндо Флорес («товарищ Артемио»). В начале марта 2012 г. был арестован очередной руководитель организации Уолтер Диас Вега.
8 июня 2013 г. суд признал Флореса виновным в причастности к терроризму, наркоторговле и отмыванию денег, приговорил его к пожизненному заключению и обязал его выплатить компенсацию в размере 180 млн. долларов.
В конце июля 2015 года в результате совместной операции армии Перу и полиции удалось освободить 39 человек, длительное время удерживаемых организацией в качестве рабов, из расположенного в джунглях лагеря.

## Художественная литература
- The Vision of Elena Silves: A Novel by Nicholas Shakespeare
- The Dancer Upstairs: A Novel by Nicholas Shakespeare, ISBN 0-385-72107-2.
- The Dancer Upstairs movie listing from the Internet Movie Database
- Detective First Grade, by Dan Mahoney, ISBN 978-0-312-95313-3.
- Edge of the City, by Dan Mahoney, ISBN 978-0-312-95788-9.
- Strange Tunnels Disappearing by Gary Ley, ISBN 1-85411-302-X.
- The Evening News, by Arthur Hailey, ISBN 0-385-50424-1. «Вечерние новости» Артур Хейли ISBN 5-17-005258-8
- Death in the Andes, by Mario Vargas Llosa, ISBN 0-14-026215-6.
- Paper Dove (Paloma de Papel) movie listing from the Internet Movie Database
- La Trinchera Luminosa del Presidente Gonzalo
- «War Cries» a first season episode of JAG.
- Corner of the Dead by Lynn Lurie, University of Massachusetts Press (winner of the Juniper Prize for Fiction)